# Нантийи
Нантийи́ (фр. Nantilly) — коммуна во Франции, находится в регионе Франш-Конте. Департамент — Верхняя Сона. Входит в состав кантона Отре-ле-Гре. Округ коммуны — Везуль.
Код INSEE коммуны — 70376.

## География
Коммуна расположена приблизительно в 290 км к юго-востоку от Парижа, в 45 км северо-западнее Безансона, в 55 км к западу от Везуля.
По территории коммуны протекает небольшая река Суфруад (фр. Soufroide).

## Население
Население коммуны на 2010 год составляло 525 человек.
| 1962 | 1968 | 1975 | 1982 | 1990 | 1999 | 2010 |
| ---- | ---- | ---- | ---- | ---- | ---- | ---- |
| 257  | 251  | 330  | 422  | 456  | 453  | 525  |

## Экономика
В 2010 году среди 354 человек трудоспособного возраста (15—64 лет) 253 были экономически активными, 101 — неактивными (показатель активности — 71,5 %, в 1999 году было 72,0 %). Из 253 активных жителей работали 238 человек (128 мужчин и 110 женщин), безработных было 15 (3 мужчины и 12 женщин). Среди 101 неактивных 25 человек были учениками или студентами, 38 — пенсионерами, 38 были неактивными по другим причинам.